# グリーゼ367
グリーゼ367（GJ 367）とは、地球からほ座の方向に約31光年 (9.5 pc)離れた場所に位置する赤色矮星である。振幅が0.012等級、周期が5.16年の変光星である可能性がある。2015年に行われた恒星の観測では、グリーゼ367の恒星の伴星を発見できなかった。

## 惑星系
| 名称 （恒星に近い順） | 質量           | 軌道長半径 （天文単位） | 公転周期 (日)       | 軌道離心率      | 軌道傾斜角        | 半径           |
| --------------------- | -------------- | ----------------------- | ------------------- | --------------- | ----------------- | -------------- |
| b (Tahay)             | 0.633±0.050 M⊕ | 0.00709±0.00027         | 0.3219225±0.0000002 | 0.06+0.07 −0.04 | 79.89+0.87 −0.85° | 0.699±0.024 R⊕ |
| c                     | ≥4.13±0.36 M⊕  | —                       | 11.5301±0.0078      | 0.09±0.07       | —                 | —              |
| d                     | ≥6.03±0.49 M⊕  | —                       | 34.369±0.073        | 0.14±0.09       | —                 | —              |

グリーゼ367は、2019年2月から3月にTESSによって観測され、TESS object of interestとして指定された。2021年1月までに、フォローアップ観測による視線速度データにより、確実性は低いものの、公転周期の短い惑星が存在する可能性が浮上した。惑星の存在は、2021年12月までに地上ベースと宇宙ベースの両方のトランジット法を用いた観測データによって確認された。
惑星グリーゼ367bは、最も短い公転周期の軌道を持つ惑星の1つであり、軌道を1周するのにかかる時間はわずか7.7時間である。主星に非常に近い軌道を公転してるため、この惑星は地球が太陽から受ける放射線の500倍の放射線を浴びている。昼間の気温は約1,500 °C (1,770 K; 2,730 °F)である。主星に近いため、自転と公転の同期が発生している可能性が高い。グリーゼ367bの大気は、極端な温度のために生命が存在することは出来ない。グリーゼ367bの核はおそらく鉄とニッケルで構成されており、水星の核に似ている。グリーゼ367bの核は非常に密度が高く、惑星の質量の大部分を占めている。
2023年7月、高精度視線速度系外惑星探査装置（HARPS）によるドップラー分光法を用いた観測が行われ、グリーゼ367bよりも外側を公転している2つの惑星グリーゼ367cとグリーゼ367dが発見されたことが公表された。それぞれの公転周期は約11.5日、約34.4日である。最小質量はそれぞれ地球の約4倍、約6倍であり、2つともスーパーアースであるとされる。これら2つの惑星のトランジットはこの時点では観測されていない。

## 名称
2022年、ジェイムズ・ウェッブ宇宙望遠鏡の優先観測目標候補となっている太陽系外惑星のうち、20の惑星とその親星を公募により命名する「太陽系外惑星命名キャンペーン2022（NameExoWorlds 2022）」において、グリーゼ367とグリーゼ367bは命名対象の惑星系の1つとなった。このキャンペーンは、国際天文学連合（IAU）が「持続可能な発展のための国際基礎科学年（IYBSSD2022）」の参加機関の一つであることから企画されたものである。2023年6月、IAUから最終結果が公表され、グリーゼ367はAñañuca、グリーゼ367bはTahayと命名された。Añañucaは、チリのコキンボ州からマウレ州にかけて自生する赤い花（Phycella cyrtanthoides）の名で、グリーゼ367の色を暗示する。Tahayは、チリ中央地域に固有の小さい花（Calydorea xiphioides）で、1年のうち7時間から8時間しか開花せず、その短さがグリーゼ367bの公転周期を暗示する。